# Strängnäs
Strängnäs város Svédország középső, déli részén Södermanland megye területén, a Mälaren tó mellett. Strängnäs község székhelye. Ez az evangélikus (korábban katolikus) strängnäsi egyházkerület központja is, katedrálisa 1291-es építésű.

## Testvérvárosok
- Dánia Ribe

## A város híres lakói
- Gustaf Aulén (1879–1977) püspök
- Sara Thunebro (1979–) labdarúgó
- Linnea Torstenson (1983–) kézilabdázó

## Galéria

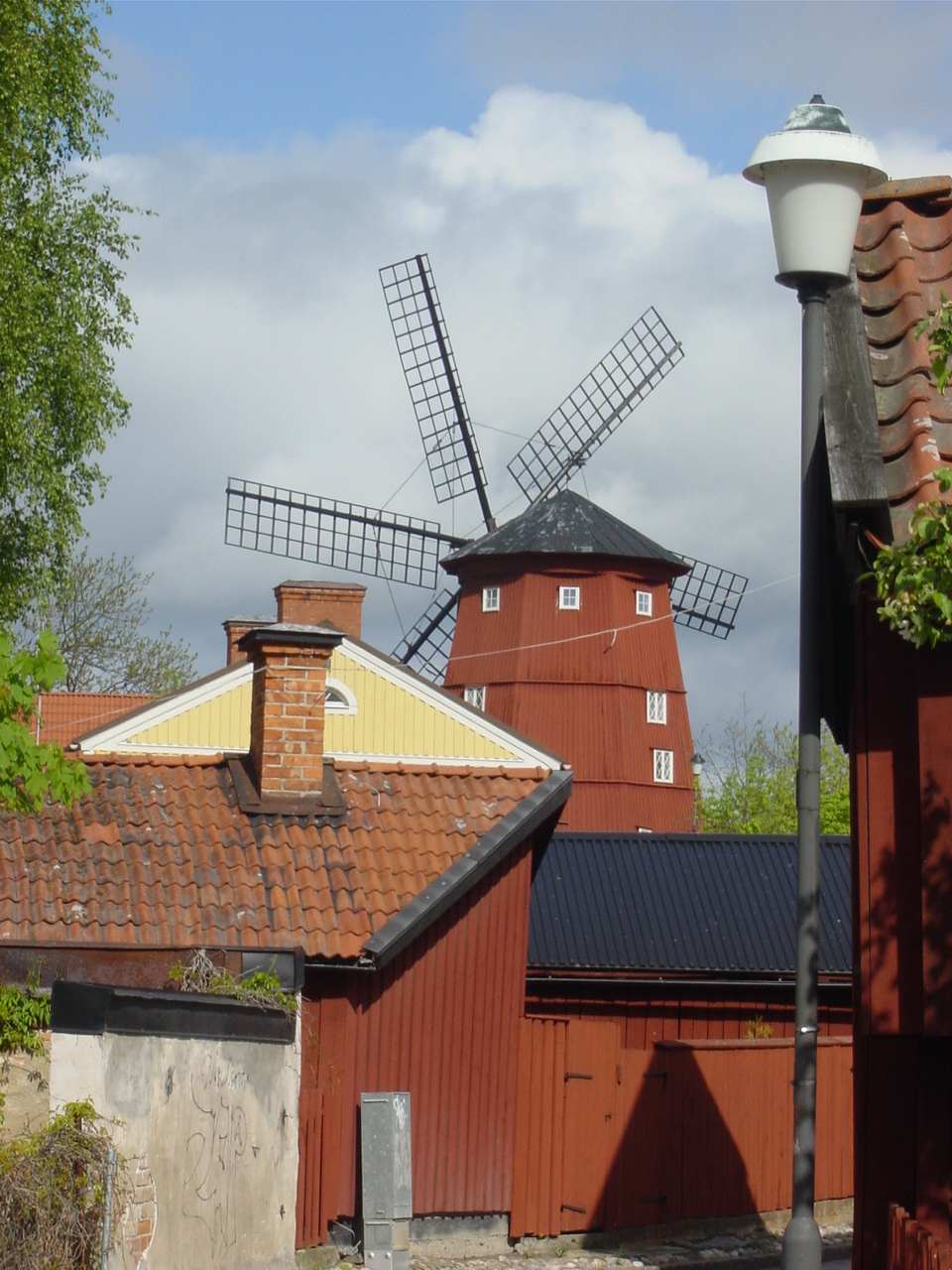
Régi malom Strängnäsban
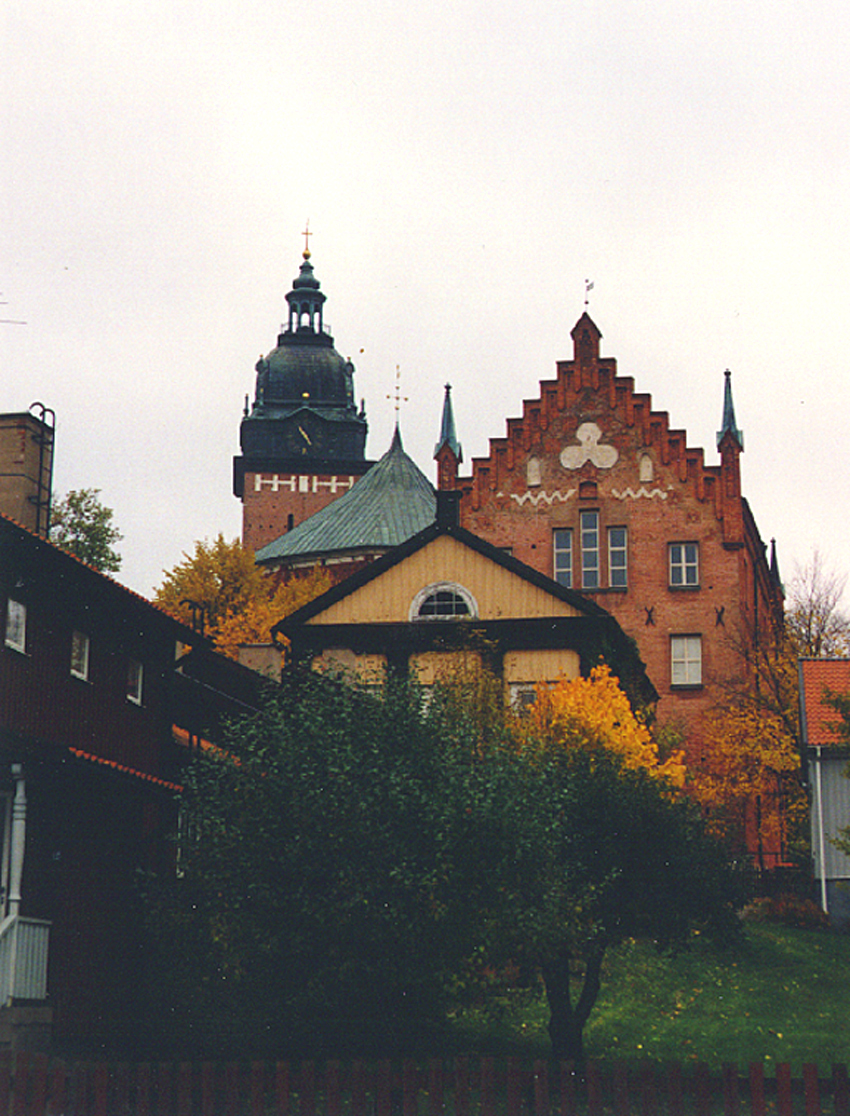
A strängnäsi katedrális
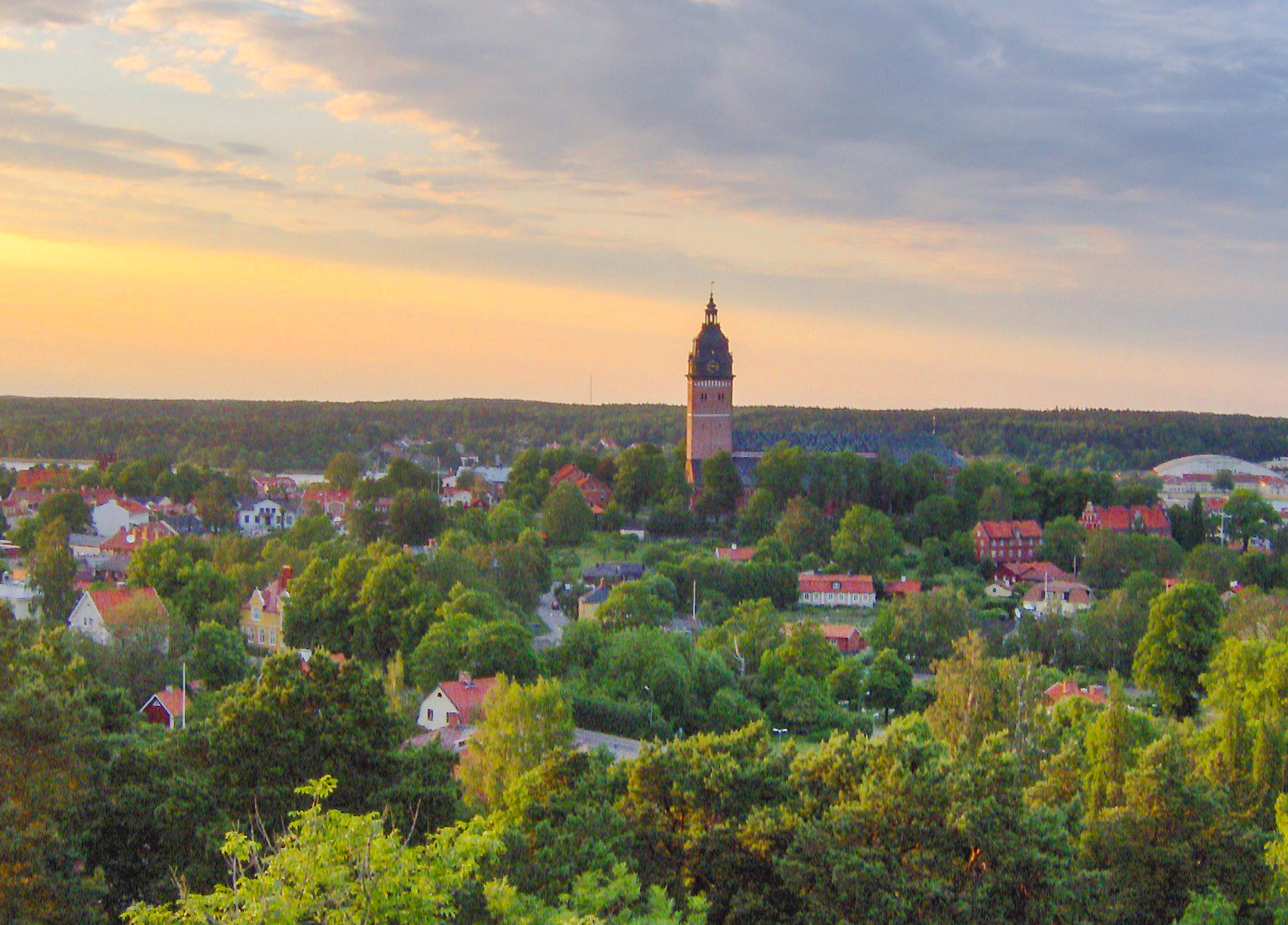
A város délről
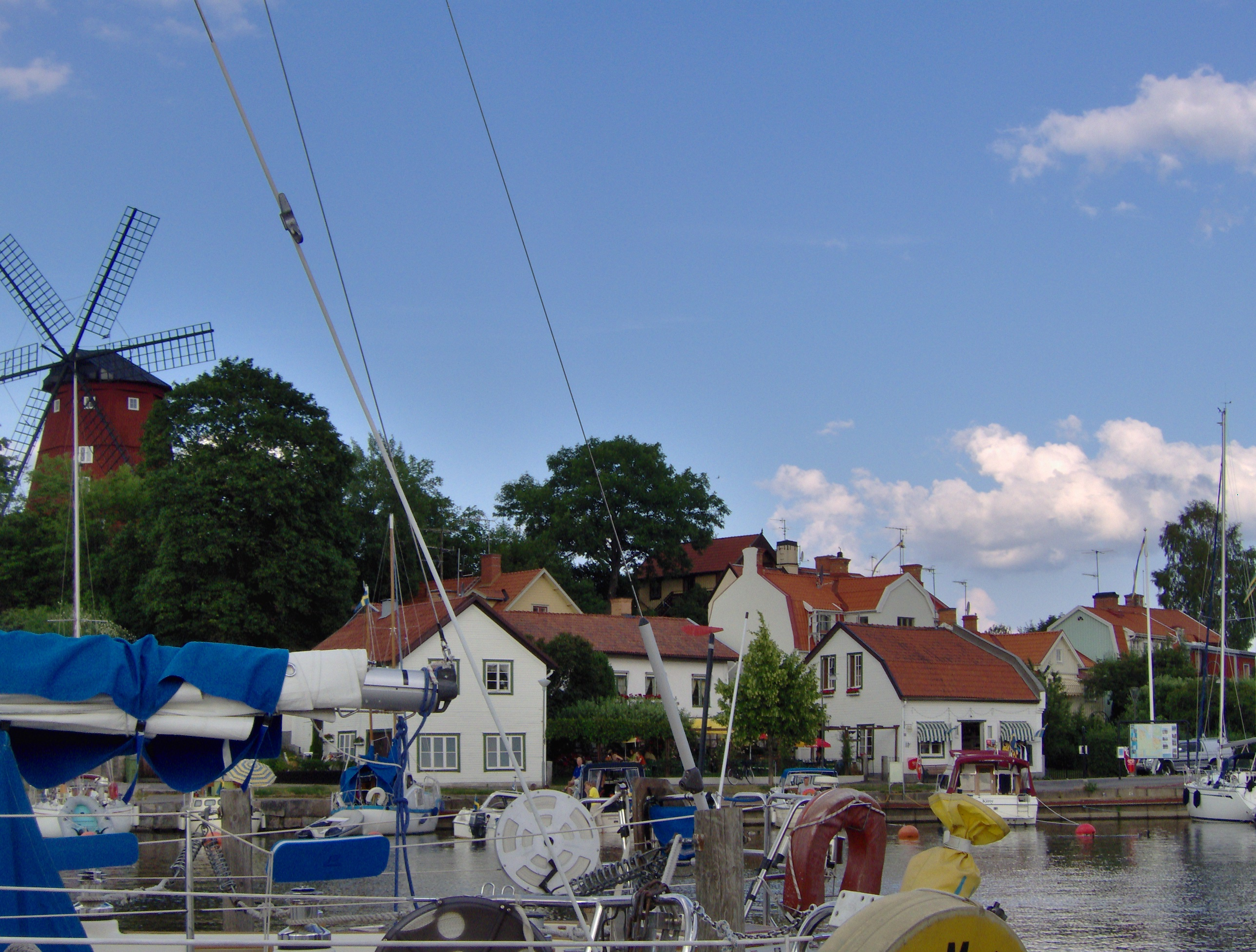
Kikötő és szélmalom

## Külső hivatkozások
- Komlós Attila: Strängnäs és Örebro - Hetedhéthatár
- (svéd)Strängnäs, a város hivatalos honlapja
- (svéd)Strängnäs online